# Anjoej (Tsjoekotka)
De Anjoej (Russisch: Анюй) is een riviertje in het westen van het Russische autonome district Tsjoekotka en een zijrivier aan rechterzijde van de Kolyma. De rivier zelf is slechts 8 kilometer lang en wordt gevormd door de samenloop van de Maly (kleine) Anjoej (738 kilometer) en de Bolsjoj (grote) Anjoej (696 kilometer), die beide ontstaan op het Anadyrplateau. De oppervlakte van het hele stroomgebied beslaat 107.000 km², waarvan 49.800 km² van de Maly en 57.200 km² van de Bolsjoj Anjoej. De rivier is gedurende 9 maanden bevroren. Gedurende mei, juni ontdooit de rivier. De Anjoej wordt vooral gevoed door sneeuw en regen. De rivier wordt vooral gebruikt voor het vervoer van hout (vlotterij), de visserij en voor de watervoorziening van de nabijgelegen goudmijnbouw.